# John Wesley Powell
Pour les articles homonymes, voir John Powell et Powell.
John Wesley Powell (né le 24 mars 1834 à Mount Morris et mort le 23 septembre 1902) est un explorateur américain célèbre pour sa navigation dans le Grand Canyon de 1869. Il est le fondateur du Bureau of American Ethnology ainsi qu'un des fondateurs de la National Geographic Society.

## Biographie
En 1856, il descend le fleuve Mississippi des chutes de Saint Anthony à la mer ; il s'attaque à l’Ohio en 1857 et enfin l’Illinois en 1858. En 1859, il devient membre de l’Illinois Natural History Society.
Après avoir servi durant la guerre de Sécession dans le 20e régiment de volontaires de l’Illinois et avoir perdu son bras droit dans la bataille de Shiloh, il obtient un poste de professeur de géologie à l’université Wesleyenne de l'Ohio. Il est aussi maître assistant à l’université d’État et conservateur de son muséum.
À partir de 1867, il conduit des expéditions dans les montagnes Rocheuses et dans la région du fleuve Colorado et de Green River en Utah. En 1869, il explore le Grand Canyon et traverse près de 1 500 km, avec plusieurs hommes d'équipage dont moins de la moitié arriva jusqu'à l'océan Pacifique. Il recommence une expédition similaire en 1871 d’où il rapporte des cartes précises et de nombreuses données.
En 1875, il édite Explorations of the Colorado River of the West and its Tributaries à propos de son expédition dans la région du fleuve Colorado.
En 1881, il devient le deuxième directeur de l’Institut d'études géologiques des États-Unis, fonction qu’il conserve jusqu’en 1894. Il dirige également le Bureau d'ethnologie de la Smithsonian Institution. En 1888, il devient l'un des 33 fondateurs de la National Geographic Society.
En 1895, il publie un livre sur ses voyages dans le Colorado intitulé Canyons of the Colorado. 
John Wesley Powell meurt le 23 septembre 1902 dans sa résidence d'été à North Haven, dans le Maine, d'une hémorragie cérébrale.   

## Anthropologie
Powell est l'inventeur du mot « acculturation », qu'il utilisa pour la première fois en 1880, dans un compte rendu du Bureau of American Ethnology. En 1883, il définit l'acculturation, comme des transformations psychologiques induites par imitation transculturelle.
Cependant, ses écrits anthropologiques dénotent encore la vision traditionnelle du XIXe siècle européen. 
Selon lui, toutes les cultures sont appelées à progresser vers la civilisation. À cet effet, il distingue trois catégories, sous les termes de sauvages (comme les Amérindiens), de barbares (comme les Germains ayant conquis Rome) et de civilisés (comme les États-Unis d’Amérique). Ses critères sont : le niveau des techniques (le type de matrise technique), le type de structure familiale et sociale, la relation à la propriété et plus généralement, le niveau de développement intellectuel.  
Il plaide pour que de fonds gouvernementaux soient employés dans la « civilisation » des populations amérindiennes, proposant un programme d'enseignement de l'anglais, du christianisme et des méthodes occidentales d'agriculture et de fabrication.  
En d'autres termes, sa vision reste ethnocentrée. Sur ce point, il est intéressant de considérer le chemin parcouru depuis un siècle par l'anthropologie.

## Hommages
En hommage à sa descente du Colorado en 1869, on utilisa son nom pour désigner le lac Powell, lac artificiel formé par la construction du barrage de Glen Canyon en 1963 sur le Colorado.

## Publications
- (en) Exploration of the Colorado River of the West and its tributaries, Washington, Government Printing Office, coll. « U.S. Geographical and Geological Survey of the Rocky Mountain Region », 1875 (DOI 10.3133/70039238, lire en ligne)
- (en) Report on the Lands of the Arid Region of the United States, Washington, Government Printing Office, coll. « U.S. Geographical and Geological Survey of the Rocky Mountain Region », 1879, 195 p. (DOI 10.3133/70039240, lire en ligne)